# Pemulwuy
Pemulwuy (también conocido como Pimbloy, Pemulvoy, Pemulwoy, Pemulwye) (c. 1750 - 1802) fue un aborigen australiano nacido en el área de Botany Bay en Nueva Gales del Sur. Es conocido por su resistencia a los asentamientos europeos en Australia que comenzaron con la llegada de la Primera Flota en 1788. Se cree que era miembro del clan Bidjigal del pueblo Eora.

## Enfrentamientos entre Pemulwuy y los colonos británicos
Pemulwuy fue el líder del pueblo Bidjigal y vivía cerca de Botany Bay.
Los reportes de Watkin Tench describen un enfrentamiento entre los colonos británicos y Pemulwuy en 1790. Tench relató como el vaquero del gobernador Arthur Phillip, John McIntyre falleció a manos de una lanza de un hombre aborigen que era parte de un grupo de cinco. Se observó que el hombre que había lanzado la lanza tenía un mota o mancha en su ojo izquierdo, y se había afeitado recientemente, lo que indicaba que posiblemente había tenido un contacto amistoso reciente con los británicos. El grupo fue perseguido por los colonos con mosquetes, pero finalmente escaparon. El hombre que había lanzado la lanza fue identificado más adelante por Colbee como Pemulwuy. Tench sospechaba que MacIntyre había matado aborígenes anteriormente, y pudo notar el temor y odio que los aborígenes, incluyendo a Bennelong (un hombre aborigen que el gobernador Phillip había capturado con la esperanza de que le ayudara a interactuar con los aborígenes), sentían hacia él.
El Gobernador Phillip ordenó dos expediciones militares en contra de los Bidjigal lideradas por Tench en represalia por el ataque contra MacIntyre. El consideraba a los Bidjigal como el grupo más agresivo hacia los colonos británicos y pretendía hacer un ejemplo de ellos. Ordenó que seis de sus hombres sean capturados o si no podían ser capturados que sean eliminados. Era la intención de Phillip la de ejecutar a dos de los captivos y enviar el resto a la Isla Norfolk. También ordenó que estaba "estrictamente prohibido, bajo la pena del castigo más severo, que cualquier soldado u otra persona, siempre que no hay recibido una orden expresa para hacerlo, dispare contra cualquier nativo a menos que sea en defensa propia; o que lo moleste en cualquier manera, o que les quite sus lanzas o cualquier otro artículo que pertenezca a esta gente". Los aborígenes presentes en Sídney se rehusaron a asistir en la expedición, Colbee, uno de ellos, fingió lesiones para este propósito. La primera expedición fue un fracaso, ya que la pesada carga que llevaban los soldados británicos los hacía demasiado lentos para los veloces aborígenes. En la segunda expedición tomaron como prisioneros a varias mujeres y dispararon contra dos hombres. Uno de ellos, Bangai, fue herido y más adelante lo encontraron muerto.
Pemulwuy persuadió a los eora, los dharug y los tharawal a unirse en su campaña contra los recién llegados. Entre 1792 Pemulwuy lideró los ataques contra los colonos en Parramatta, el Georges River, Prospect, Toongabbie, Brickfield y Hawkesbury River.
En marzo de 1797, luego de ser perseguido por colonos, Pemulwuy lideró a 100 hombres y se enfrentó a las tropas británicas en Parramatta. Pemulwuy recibió siete disparos y fue llevado al hospital. Cinco otros murieron instantáneamente. Este incidente ha sido conocido más recientemente como la Batalla de Parramatta. Pese a aún tener perdigones en su cabeza y cuerpo, Pemulwuy escapó del hospital. Esto aumentó las creencias de que él era un carradhy (hombre sabio o doctor).

## Muerte
El gobernador Philip Gidley King emitió una orden el 22 de noviembre de 1801 para la captura vivo o muerto de Pemulwuy con su respectiva recompensa. La orden le atribuía la muerte de dos hombres, haber herido seriamente a varios y haber estado involucrado en varios robos.
Pemulwuy fue tiroteado por el marinero británico Henry Hacking en 1802. Hacking era el primer oficial del balandro inglés Lady Nelson.
Luego de la muerte de Pemulwuy, el gobernador King escribió a Lord Horbat para informarle que tras la muerte de Pemulwuy, su cabeza fue entregada a él por los aborígenes ya que Pemulwuy "había sido la causa de todo lo que había sucedido". El gobernador emitió órdenes con efecto inmediato para que no se "moleste ni se maltrate a ningún nativo", y se vuelva a permitir su presencia en las áreas de Parramatta y Prospect de las cuales habían sido excluidos a la fuerza.
La cabeza de Pemulwuy fue preservada en alcohol. Fue enviada a Inglaterra por Sir Jospeh Banks acompañada de una carta del gobernador King, quien escribió: "Aunque fue una terrible peste para la colonia, fue un valeroso e independiente personaje".

## Controversia sobre el cráneo
La repatriación del cráneo de Pemulwuy ha sido solicitada por parte de los residentes aborígenes de Sídney. Aún no ha sido ubicada para que pueda ser repatriada.
En 2010 el Príncipe Guillermo anunció que regresaría el cráneo de Pemulwuy a sus parientes aborígenes. El 22 de septiembre de 2011 el Hon. Christopher Pyne habló ante el Parlamento Australiano sobre la "Repatriación del Cráneo de Pemulwuy". En su discurso dijo que "Alex Hartman está liderando un equipo de personas en Londres desde Australia que están tratando de recuperar los restos de Pemulwuy. Yo se que el Príncipe Guillermo trabajará con el Sr. Hartman y el Sr. Willmot para asegurar de que estos restos sean regresados a Australia, en donde pertenecen. Pienso que sería un acto que sería muy bienvenido por la población aborigen. También he observado que Michael Muindie fue una de las primeras personas a las que el Príncipe Guillermo prometió esto, y sé que el Sr. Hartman se ha estado reuniendo con representantes del Museo Británico de Historia Natural esta semana. Ha sido colaborado aptamente por nuestra Alta Comisión en Londres, y le deseo la mejor de las suertes en esta misión".

## Legado
El suburbio de Sídney de Pemulwuy recibió su nombre en honor a él, al igual que el Parque Pemulwuy en Redfern, Nueva Gales del Sur.
En los años 1980, la banda Redgum compuso una canción sobre Pemulwuy titulada "Water and Stone" (Agua y Piedra).
El compositor australiano Paul Jarman compuso una obra coral titulada Pemulwuy. se ha convertido en un estándar coral australiano, y fue cantada por Biralee Blokes en su victoria en el ABC Choir of the Year 2006.
En 1987 Weldons publicó "Pemulwuy: The Rainbow Warrior" por Eric Willmot, una novela best-seller que ofrece una historia ficcionalizada utilizando documentos de los primeros años de la colonia como fuente. El 8 de marzo de 2012 Matilda Media anunció que había llegado a un acuerdo con See Pictures a través del cual ambas compañías colaborarían y co-producirían la película de Pemulwuy.
La remodelación de The Block en el suburbio de Sídney de Redfern por parte de la Aboriginal Housing Company ha sido llamado el Proyecto Pemulwuy.
En 2012, el Museo Digital de Australia anunció que se asociaría con Matilda Media para producir una experiencia virtual en alta resolución y alta fidelidad sobre la historia y la vida de Pemulwuy y otras figuras importantes en la historia de los primeros contactos entre los australianos europeos y aborígenes. El Museo Digital de Australia utilizará la plataforma de experiencia virtual de Matilda, 3DVRX, para proveer acceso libre a través del internet y dispositivos móviles a una plataforma de realidad virtual en tres dimensiones producida sobre la base de las descripciones en la novela de Eric Willmot y derivadas de los limitados testimonios disponibles en el registro histórico.